# Un invincible été
Un invincible été (ⓘ, dt.: „Ein unbezwingbarer Sommer“, internationaler Titel: Invincible Summer) ist ein belgischer Kurzfilm von Arnaud Dufeys aus dem Jahr 2024. Das Werk stellt einen schwulen Jugendlichen in den Mittelpunkt, der seine Jungfräulichkeit verlieren möchte. Das über eine App arrangierte Date verläuft aber anders als geplant. Die Uraufführung fand im Februar 2024 bei der 74. Berlinale statt.

## Handlung
Der schwule Clément verbringt einen heißen Sommerabend allein im heimischen Garten am Swimmingpool. Der 16-Jährige ist fest dazu entschlossen, in dieser Nacht das erste Mal Sex zu haben. Dafür sucht er in der mobilen Dating-App Grindr nach einem passenden Partner. Seine Wahl fällt auf den attraktiven Naël, der Mitte 20 als Alter angibt. Tatsächlich sucht dieser Clément wie online abgesprochen zu Hause auf. Als sie am Beckenrand miteinander intim werden, ruft plötzlich Angelo um Hilfe, ein älterer Nachbar und Freund von Cléments Familie. Der Abend entwickelt sich daraufhin für Clément anders, als erwartet.

## Hintergrund
Un invincible été ist der dritte Kurzfilm des preisgekrönten belgischen Drehbuchautors, Regisseurs und Produzenten Arnaud Dufeys. Ursprünglich hatte er geplant, die Geschichte für sein Spielfilmdebüt zu verarbeiten.

## Veröffentlichung und Rezeption
Die Weltpremiere von Un invincible été fand am 20. Februar 2024 bei den Internationalen Filmfestspielen Berlin statt. Dort wurde Dufeys Werk in die Sektion Generation 14plus eingeladen. In ihrer Pressemitteilung lobten die Festivalorganisatoren den Beitrag als „queere Coming-of-Age-Miniatur zwischen Begehren und Fürsorge“.